# Sprattus novaehollandiae
Sprattus novaehollandiae är en fiskart som först beskrevs av Valenciennes, 1847.  Sprattus novaehollandiae ingår i släktet Sprattus och familjen sillfiskar. Inga underarter finns listade i Catalogue of Life.